# Амман, Якоб
Я́коб А́мман (фр. Jacob Amman, нем. Jakob Ammann; 12 февраля 1644, Эрленбах, Зимменталь — между 1712 и 1730, Зельвиллер) — швейцарский меннонитский идеолог и лидер в Эльзасе, проповедовавший во второй половине XVII века, приверженец анабаптизма. 
Был сторонником жёстких трактовок анабаптистской доктрины. По имени Аммана названо меннонитское течение амиши.

## Биография
Родился в Эрленбахе (кантон Берн) в семье портного Михаэля Аммана и Анны Рупп, около 1655 года перебрался с родителями в Оберхофен-ам-Тунерзее.
Женился на Ферене Штюдлер. В этом браке родились несколько детей, но данных о том, в какой вере они были крещены, не сохранилось. 
В 1680 году принял анабаптизм, вскоре после этого, по-видимому, был вынужден бежать в Эльзас. Амман проявил себя как один из наиболее радикальных анабаптистских идеологов, в отличие от более умеренного и популярного Ганса Райста. В попытке насадить жёсткий «северный» стандарт соблюдения заповедей в июле-августе 1693 года посетил ряд приходов Эмменталя в кантоне Берн и изгнал из них всех прихожан, не бывших по его оценке достаточно праведными, что привело к конфликту с Райстом и дальнейшему усилению расхождений в обычаях общин (Амман, в частности, будучи профессиональным портным, ввёл среди своих последователей единую форму одежды, особый акцент также делался на принятом в эльзасских баптистских общинах обряде омовения ног, символизирующем смирение). В 1694 году в кантоне Берн была назначена награда за поимку Аммана, и в июле того же года он провёл некоторое время в тюрьме Валькрингена, пока его не освободил местный фогт. 
После 1700 года Амман и его последователи пытались искать примирения, но эти попытки не увенчались успехом.
С 1693 по 1695 Амман проживал в Эдольсайме, с 1695 по 1712 год близ Сент-Мари-о-Мин (Эльзас) — в местечке Пти-Льевр. Ему удалось уговорить переехать в этот регион около 60 анабаптистских семей из кантона Берн, которые благодаря своей предприимчивости всего через несколько лет стали владельцами четверти всех местных земель. Эту группу анабаптистов называли «партией Якоба Аммана», а позже амишами — по прозвищу «Ами», которое Амману дали его сторонники. В 1712 году, однако, был принят закон, запрещающий проживание анабаптистов во Франции. Амману удалось выправить для всех своих последователей полицейские сертификаты благонадёжности, после чего они разъехались из долины Сент-Мари-о-Мин в разные места, включая графства Мёмпельгард и Зальм, Брайсгау, Палатинат, Лотарингию и Бернскую Юру. Швейцарский исторический словарь пишет, что сам Амман после 1712 года перебрался в район Зельвиллеря, где, видимо, и скончался; другие источники предполагают, что он умер не позднее 1730 года в Эльзасе. Его младший брат Ульрих Амман, родившийся в 1662 году в Оберхофене, стал одним из лидеров амишей.